# Royal Aircraft Factory F.E.9
El Royal Aircraft Factory F.E.9 fue un prototipo de avión de caza/reconocimiento biplaza británico de la Primera Guerra Mundial. Biplano propulsor monomotor de 1917, el F.E.9 poseía pobres prestaciones y características de manejo, y sólo se construyeron tres ejemplares.

## Diseño y desarrollo
En el verano de 1916, la Royal Aircraft Factory comenzó a diseñar un reemplazo para su caza propulsor biplaza F.E.2. Aunque ya estaba disponible un mecanismo sincronizador efectivo, que permitía diseñar un modelo tractor con superiores prestaciones, la fábrica decidió continuar con la disposición propulsora del F.E.2 en su nuevo caza biplaza, el F.E.9. Su góndola se extendía bastante por delante de las alas y estaba dispuesta bien alta en el hueco entre las mismas para darle un buen sector de tiro al observador, que estaba sentado en el morro, por delante del piloto, y estaba equipada con controles dobles. Poseía envergadura desigual, alas de un solo vano, con alerones sólo en el ala superior con grandes compensadores por superficie (la suma de la superficie de control estaba por delante de la bisagra). Estaba propulsado por un motor V-8 Hispano-Suiza 8 de 149 kW (200 hp), ya que la Royal Aircraft Factory tenía prioridad sobre este importante y ampliamente usado motor.
Se ordenaron tres prototipos y 24 aviones de producción, volando el primer prototipo en abril de 1917. Se encontró que tenía pobres prestaciones de ascenso y manejo, con los alerones sobrecompensados, que tendían a forzar al avión a voltearse en los giros pronunciados. Para intentar solventar sus problemas de manejo, fue equipado con varios diseños de alerones y timones.
Tras las pruebas de servicio del primer prototipo en Francia, el Mayor General Hugh Trenchard recomendó que se detuviera el desarrollo. A pesar de ello, el segundo prototipo voló en octubre de 1917, con alas de dos vanos, y fue entregado al No. 78 Squadron, ubicado en Biggin Hill, destinado a la Defensa Local. El tercer prototipo apareció en noviembre de 1917, y fue utilizado en la realización de pruebas en Farnborough hasta principios de 1918.
Aunque los 24 aviones de producción no se completaron, el F.E.9 formó la base del posterior caza nocturno N.E.1 y del avión de ataque al suelo A.E.3 Ram.

## Operadores
Reino Unido
- Real Cuerpo Aéreo

## Especificaciones (disposición final)
Referencia datos: British Aeroplanes 1914-18

### Características generales
- Tripulación: Dos (piloto y observador)
- Longitud: 8,6 m (28,2 ft)
- Envergadura: 11,5 m (37,8 ft) (ala superior), 8,97 m (inferior)
- Altura: 3 m (9,7 ft)
- Superficie alar: 33,9 m² (364,9 ft²)
- Peso cargado: 1125 kg (2479,5 lb)
- Planta motriz: 1× motor lineal V-8 refrigerado por agua Hispano-Suiza 8.
  - Potencia: 150 kW (207 HP; 204 CV)
- Hélices: Propulsora de cuatro palas de madera de paso fijo
- Diámetro de la hélice: 2,67 m

### Rendimiento
- Velocidad máxima operativa (Vno): 169 km/h (105 MPH; 91 kt) a nivel del mar[6]
- Techo de vuelo: 4700 m (15 420 ft)
- Tiempo a altitud:

  - 8 min, 25 s para 1500 m (5000 pies)

  - 19 min, 50 s para 3000 m (10 000 pies)

### Armamento
- Ametralladoras: 

  - 1x Lewis de 7,7 mm en anillo Scarff en la cabina del observador
  - 1x Lewis de 7,7 mm en montaje de pilar entre las cabinas

## Aeronaves relacionadas

### Desarrollos relacionados
- Royal Aircraft Factory N.E.1
- Royal Aircraft Factory A.E.3

### Aeronaves similares
- Royal Aircraft Factory F.E.2

### Secuencias de designación
- Secuencia F.E._ (interna de Royal Aircraft Factory (Farman Experimental, Fighting Experimental)): ← F.E.6 - F.E.7 - F.E.8 - F.E.9 - F.E.10 - F.E.11 - F.E.12